# Barbara Fikiel
Barbara Fikiel, z d. Rabajczyk (ur. 18 stycznia 1959) – polska siatkarka, mistrzyni i reprezentantka Polski.

## Kariera sportowa
W pierwszej lidze debiutowała w Płomieniu Milowice, z którym zdobyła dwa tytuły mistrzyni Polski (1979, 1980) i brązowy medal mistrzostw Polski (1978). Od 1980 reprezentowała barwy Wisły Kraków. Z krakowskim klubem wywalczyła również dwa tytuły mistrzyni Polski (1982, 1984), a także dwa tytuły wicemistrzyni Polski (1981, 1985).
W latach 1978–1981 wystąpiła 64 razy w reprezentacji Polski seniorek, m.in. na mistrzostwach Europy w 1979 (8. miejsce) i 1981 (5. miejsce).
Jest żoną reprezentanta Polski w koszykówce Krzysztofa Fikiela i mamą koszykarki Kathariny Agnieszki Fikiel.